# 야율휘
야율휘(耶律輝)는 중국의 사대기서(四大奇書) 중 하나인 《수호전》(水滸傳)에 등장하는 인물이다. 소설에만 등장하는 가공의 거란계 요나라 국왕으로 대군을 이끌고 송나라 제압을 꾀한다. 송나라 조정에 귀순한 양산박군이 최초로 싸운 강적이다. 다만 이야기 내에서는 요나라의 군주로서 상징적으로 그려질 뿐 주로 '요국왕(遼國王)'이라고만 호칭되고, '야율휘'라는 본명이 밝혀진 것은 양산박군의 진격으로 진퇴양난을 당한 그가 항복을 제의했을 때 사죄와 조공을 맹세한 문장 속에서였다. 《수호전》의 시대 배경인 북송 말기의 사실상 요 황제는 제9대 천조제 야율연희(耶律延禧)이다. 또한 《수호전》작 중 요나라의 수도로 꼽히는 연경은 사실 요나라가 후진으로부터 할양받은 연운십육주의 중심을 담당하는 부도(副都)로, 당시 이 땅을 지배하고 있던 것은 요나라 황족으로서 후에 북요의 초대 황제가 되는 연왕(燕王) 야율순이다.

## 생애
고구, 동관, 채경, 양전 등 간신들의 악정으로 많은 반란군이 일어나고 멸망 위기에 처한 송나라를 병탄하고 대군을 보낸다. 네 갈래로 갈라진 요군은 태행산맥보다 북부의 여러 주에 육박하자 산동·산서 지방을 위협하여 하북·하남의 땅을 제압하였다. 그 사실을 간신들은 전선에서 구원을 청하는 상주문이 연일 전해지고 있음에도 불구하고 모든 것을 움켜쥐고 휘종 황제에게 보고를 게을리하고 있었는데, 전수부 태위 숙원경(宿元景)에 의해 사실을 알게 된 휘종에 의해 때마침 송나라에 귀순하여 관군이 된 송강 등 양산박의 호걸들에게 요나라 토벌 명령이 내려지게 된다.
송나라의 제주를 공략하던 요군이었는데, 동선시랑이지키는 단주를 108명의 호걸이 모인 양산박군이 공격하는 것을 시작으로 점차 송군의 반격에 밀리게된다. 단주에는 조카이자 맹장으로 유명한 야율국진, 야율국보를 파견해도 패하고 말았으며, 동생인 야율득중이 지키는 계주도 석수, 시천의 내응책으로 함락된다. 연이은 패전에 당황한 야율휘는 구양시랑의 제안에 따라 송나라를 능가하는 대우로 양산박군에게 귀순을 제안한다. 이 제의는 오래전부터 간신들에게 실권을 빼앗긴 송나라에 정나미가 떨어졌던 양산박군의 군사 오용의 흥미를 끌었지만, 송에 대한 충성심으로 굳어진 수령 송강의 뜻에 따라 요군은 그들의 거짓 귀순에 속는 꼴로 역으로 패주를 빼앗기고 만다.
이어 요술을 가진 부통군 하중보(賀重寶)가 지키는 유주도 공손승의 활약으로 함락되자 야율휘는 요나라 제일의 장군인 도통군 올안광을 따라 친정(親征)을 결심하고, 갓 점령당한 유주로 쳐들어가 올안광이 지휘하는 '태을혼천상(太乙混天象)의 진'으로 양산박군과 결전을 치른다. 올안광의 활약으로 이규를 사로잡은 것 외에 공량, 이운, 주부, 석용, 송만, 두천 등 수많은 호걸들을 부상시키고 양산박군을 궁지에 몰아넣지만, 송강의 꿈속에 모습을 드러낸 구천현녀에 의해 비책을 받은 송군에 의해 '태을혼천상의 진'이 깨지자 난군 속에서 올안광은 죽고, 야율휘 자신은 수도 연경으로 도망치는 처지가 된다.
이제 병력도 방책도 다한 야율휘는 투항을 결심하게 되는데, 우승상 저견(楮堅)의 계책에 따라 고구, 동관, 채경, 양전 등 네 명의 간신에게 뇌물을 주고 송나라와의 화목을 성립시킨다. 이로써 매년 송나라에 조공을 의무로 하게 됐지만 양산박군을 철수시키는 데는 성공했다. 이 시점에서 국가의 멸망만은 피할 수 있었다.

## 같이 보기
- 수호전
- 요나라
- 천조제
- 야율순
- 올안광
- 송강